# Колосов Олег Олександрович
Олег Олександрович Колосов (нар. 23 березня 1939 — пом. ?) — російський радянський футболіст, виступав на позиції нападника та півзахисника.

## Життєпис
Олег Колосов народився 23 березня 1939 року в Сталінгарді. Футбольну кар'єру розпочав у 1957 році в складі команди рідного міста, «Торпедо», яка виступала в Класі «Б». У дебютному для себе сезоні зіграв у 6-ти матчах та відзначився 1 голом у чемпіонаті СРСР. Наступного сезону став гравцем основної обойми. За ці два роки зіграв 44 матчі (4 голи) в Класі «Б» та 5 матчів у кубку СРСР.
У 1960 році отримує запрошення від іншого колективу Класу «Б», донецького «Локомотива» й погоджується приєднатися до команди. Проте надовго в ній не затримується й, зігравши 2 матчі в чемпіонаті СРСР (1 гол), перегодить до сталінського «Шахтаря». Дебютував у Класі «А» 19 липня 1960 року в нічийному (2:2) домашньому поєдинку 18-о туру попереднього етапу підгрупи II проти московського «Локомотива». Олег вийшов у стартовому складі та відіграв увесь матч. Дебютним голом у складі донецького колективу відзначився 25 липня 1960 року на 5-й хвилині переможного (3:1) домашнього поєдинку 19-о туру попереднього етапу підгрупи II Класу «А» проти бакинського «Нафтовика». Колосов вийшов у стартовому складі та відіграв увесь матч. З 1960 по 1962 рік був гравцем основної обойми, а в 1964 році втратив місце в основі «гірників». Загалом же у футболці «Шахтаря» в еліті радянського футболу відіграв 48 матчів та відзначився 5-а голами, ще 15 матчів (2 голи) провів у кубку СРСР.
У 1965 році перейшов у друголіговий клуб «Енергія» (Волзький), але в команді був гравцем глибокого резерву. Того сезону зіграв по 2 матчі в чемпіонаті та кубку СРСР. У 1966 році повертається до Донецька, але стає гравцем не «Шахтаря», а «Локомотива». У футболці донецьких «залізничників» зіграв 10 матчів та відзначився 2-а голами. По завершенні сезону закінчив кар'єру футболіста.